# شهرستان لا وله-دو-لا-گاتینو
شهرستان لا وله-دو-لا-گاتینو (به انگلیسی: La Vallée-de-la-Gatineau Regional County Municipality) یک منطقهٔ مسکونی در کانادا است که در ناحیه اوتاوه واقع شده‌است. شهرستان لا وله-دو-لا-گاتینو ۱۳٬۹۳۱٫۵۰ کیلومتر مربع مساحت و ۲۰٬۵۳۰ نفر جمعیت دارد.